# 晶晶探奥秘
《晶晶探奥秘》是中国大陆的云南少年儿童出版社于80年代末到90年代出版发行的24K科学系列故事黑白连环画。全系列共四辑。

## 故事提要
来自中国的小猕猴晶晶自从听了猴爷爷讲述的孙悟空的故事后，立志向孙悟空学习，拜师学习本领，在大自然中探索奥秘。在太空人的帮助下，晶晶学到了不少本领，受到了不少启发，还在从中交到了很多好朋友，它们一起冒险来到了植物王国、动物王国、海底王国来探险，在这些神奇的大自然中了解到了不少科学知识。

## 系列丛书
- 第一辑 （全六册）
  - 密林猴趣
  - 访师学艺
  - 智斗蚁军
  - 蚁国探秘
  - 海中霸王
  - 鳄口余生
- 第二辑 （全六册）
  - 飞狗杜卡
  - 美洲神鹰
  - 食肉植物
  - 奇树奠柏
  - 吃岛海星
  - 水中之虎
- 第三辑 蛇国大战 （全五册）
- 第四辑 猿林女王 （全五册）

## 出版团队
- 主持编写：龚运禄（笔名：龙共公）
- 编文：龙共公
- 绘画：孙建东、刘式铮、赵宗生、陈崇平
- 封面画：刘式铮
- 责任编辑：方芳
- 编著：云南省科技艺术协会、昆明市群众艺术馆、《荟萃知识画库》编创组
- 出版社：岭南美术出版社（第一辑、第二辑）、云南少年儿童出版社（第三辑、第四辑）

## 相关杂志
- 荟萃知识画库
- 奥秘画刊
- 晶晶画报